# 尤可为
尤可为（1965年4月4日—），是中国已退役的足球运动员，退役后在多家俱乐部任职，2009年成为足坛反赌的焦点人物之一。

## 生平
球员时代尤可为曾经入选国家队，职业联赛伊始他是沈阳六药的第一任队长，1995年参加了甲B联赛以后退役。
2005年，尤可为在厦门蓝狮协助主帅高洪波，球队顺利冲入中超。2007年，高洪波转赴长春亚泰执教，不过长春亚泰却拒绝接受尤可为入队。他转而前往成都谢菲联，担任了俱乐部的副总经理，协助总经理许宏涛。
2009年，王珀、王鑫与尤可为等一批辽沈籍的足球圈内人士先后成为公安部调查足坛假球赌球的焦点，尤可为被正式逮捕。